# الخزناوي (الرقة)
الخزناوي قرية سورية تتبع ناحية المنصورة في منطقة الثورة في محافظة الرقة. بلغ عدد سكانها 170 نسمة في عام 2004 حسب إحصاء المكتب المركزي للإحصاء.